# Ausbau (Züssow)
Ausbau ist ein Wohnplatz der Gemeinde Züssow des Amtes Züssow im Landkreis Vorpommern-Greifswald in Mecklenburg-Vorpommern.

## Geographie
Der Ort liegt zwei Kilometer nördlich von Züssow. Die Nachbarorte sind Krebsow im Norden, Wrangelsburg im Nordosten, Moeckow Berg und Moeckow im Osten, Züssow im Süden, Thurow und Radlow im Südwesten, Klein Kiesow im Westen sowie Klein Kiesow Kolonie und Kessin im Nordwesten.